# Le Bateau-atelier
Le Bateau-atelier est un tableau de 1876 du peintre impressionniste français Claude Monet. L'œuvre représente Monet au travail dans son bateau-atelier sur la Seine à Argenteuil. Elle a été exécutée en plein air, à l'huile sur toile, et se trouve actuellement dans la collection de la Fondation Barnes de Philadelphie.
Monet achète le bateau vers 1873, peu après son installation à Argenteuil. Il l'a décrit comme « une cabine faite de planches où j'avais juste assez de place pour installer mon chevalet. » Il a très probablement conçu son bateau-atelier sur celui utilisé par son ami et contemporain Charles-François Daubigny.
L'atelier flottant lui permet de peindre des vues de la Seine, qui seraient autrement inaccessibles, en commençant par une série de peintures de voiliers à Petit-Gennevilliers.
Monet a vécu toute sa vie près de la Seine et a peint son bateau-atelier à plusieurs reprises, tant à Argenteuil qu'à Giverny, où il a vécu plus tard. Il a également été représenté par son ami Édouard Manet travaillant sur le bateau en 1874, en compagnie de sa femme Camille.

## Motivations

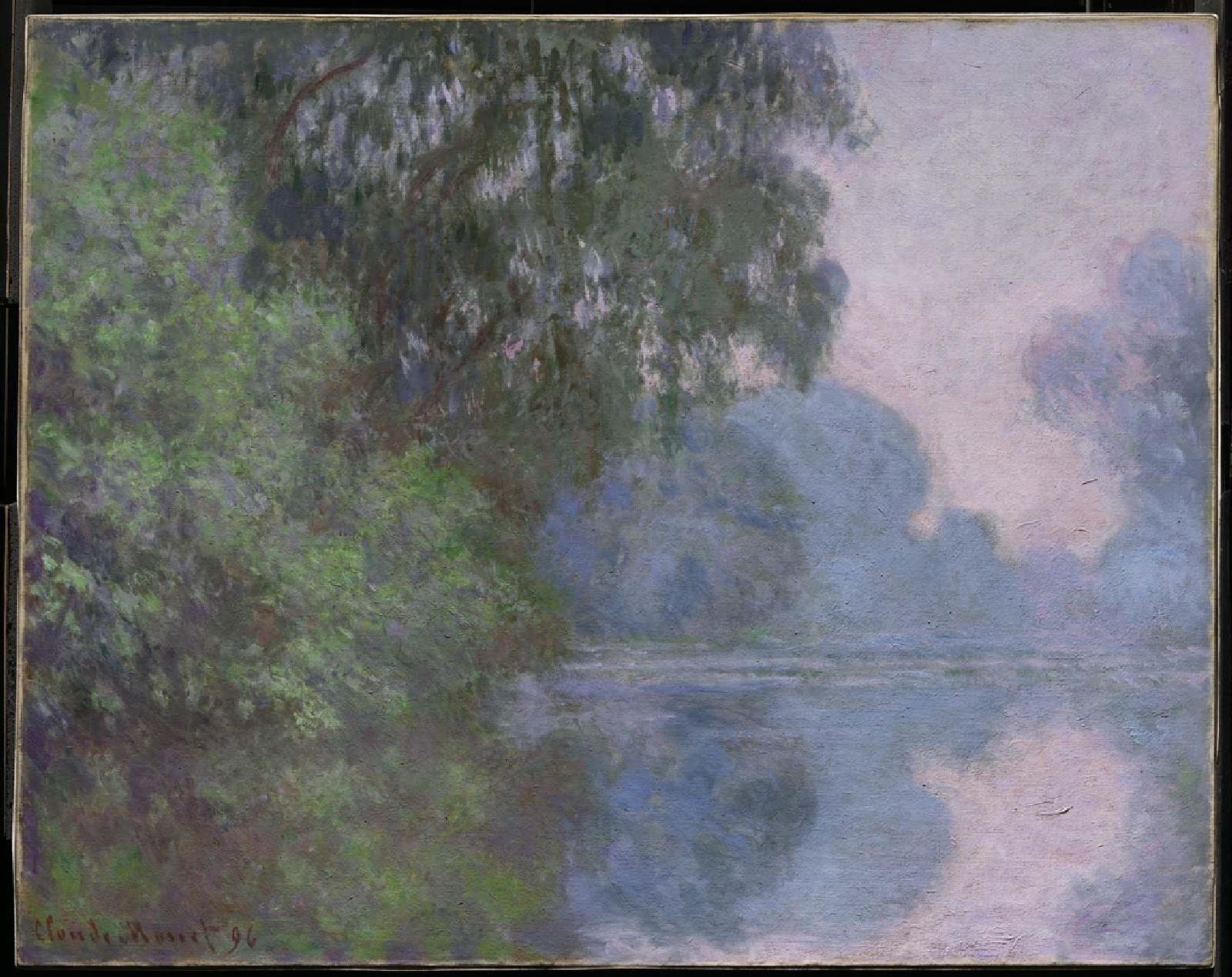
Matinée sur la Seine, près de Giverny, 1896, Musée des Beaux-Arts (Boston).

Monet a de multiples motivations économiques pour peindre cette œuvre. Au cours des années 1870, il adopte la tendance croissante du travail en plein air tout en utilisant des toiles plus petites afin de rendre ses œuvres plus vendables à la classe moyenne en augmentation. Dans les années 1850, la navigation à voile devient un passe-temps abordable pour la bourgeoisie européenne, dont il fait partie. Ses fréquentes peintures de scènes de navigation sur la Seine, comme celle-ci, révèlent ses efforts pour créer des peintures devant être attrayantes pour la classe moyenne. Cette œuvre serait inspirée d'une gravure de Charles-François Daubigny intitulée Déjeuner sur le bateau, réalisée en 1861 et publiée en 1862.
Monet a également de nombreuses motivations artistiques, qui interviennent dans la création de cette œuvre. Il a été souligné que celle-ci marque un tournant dans le style artistique de l'artiste, qui consiste à peindre en plein air. Sa représentation de lui-même au travail dans son bateau-atelier démontre que la scène n'a pas été peinte entièrement à partir de l'observation, marquant ainsi le début du mouvement de Monet au-delà du style impressionniste. Les chercheurs ont suggéré qu'il a fait cela pour souligner le « rôle créatif de l'artiste » dans l'œuvre. De plus, la représentation par Monet de cette scène fluviale idyllique indique que son inspiration artistique s'est éloignée de la représentation de scènes industrielles et urbaines, qu'il ne cesse pas complètement de peindre à cette époque. Au lieu de cela, il choisit de se concentrer sur des paysages naturels dans lesquels il « se retire dans un passé sans entraves » et a tendance à se concentrer sur les thèmes de l'isolement et de la contemplation.

## Analyse

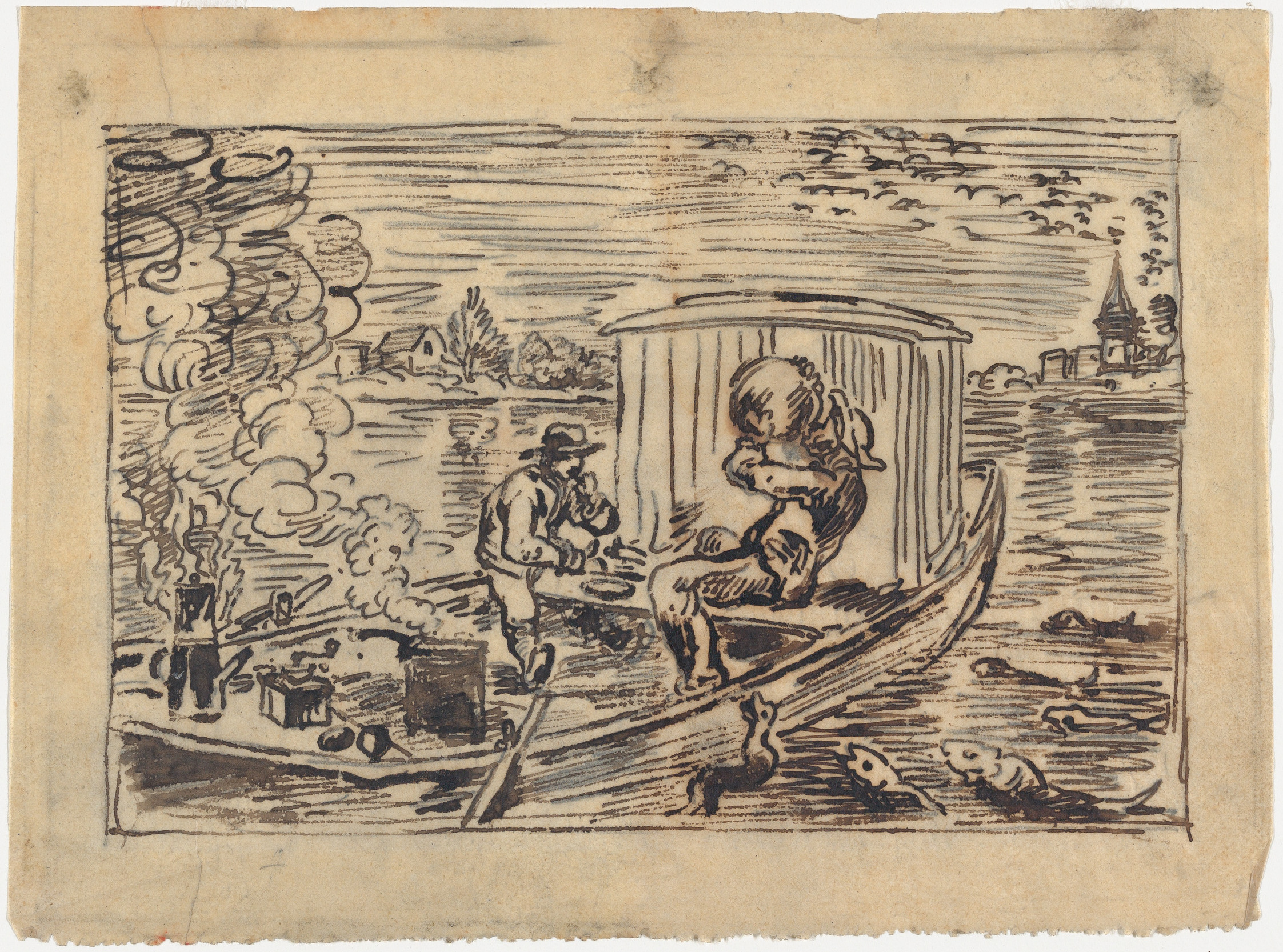
Charles-François Daubigny, Le Goûter ou le Déjeuner sur le Bateau, 1862, Metropolitan Museum of Art, New York.

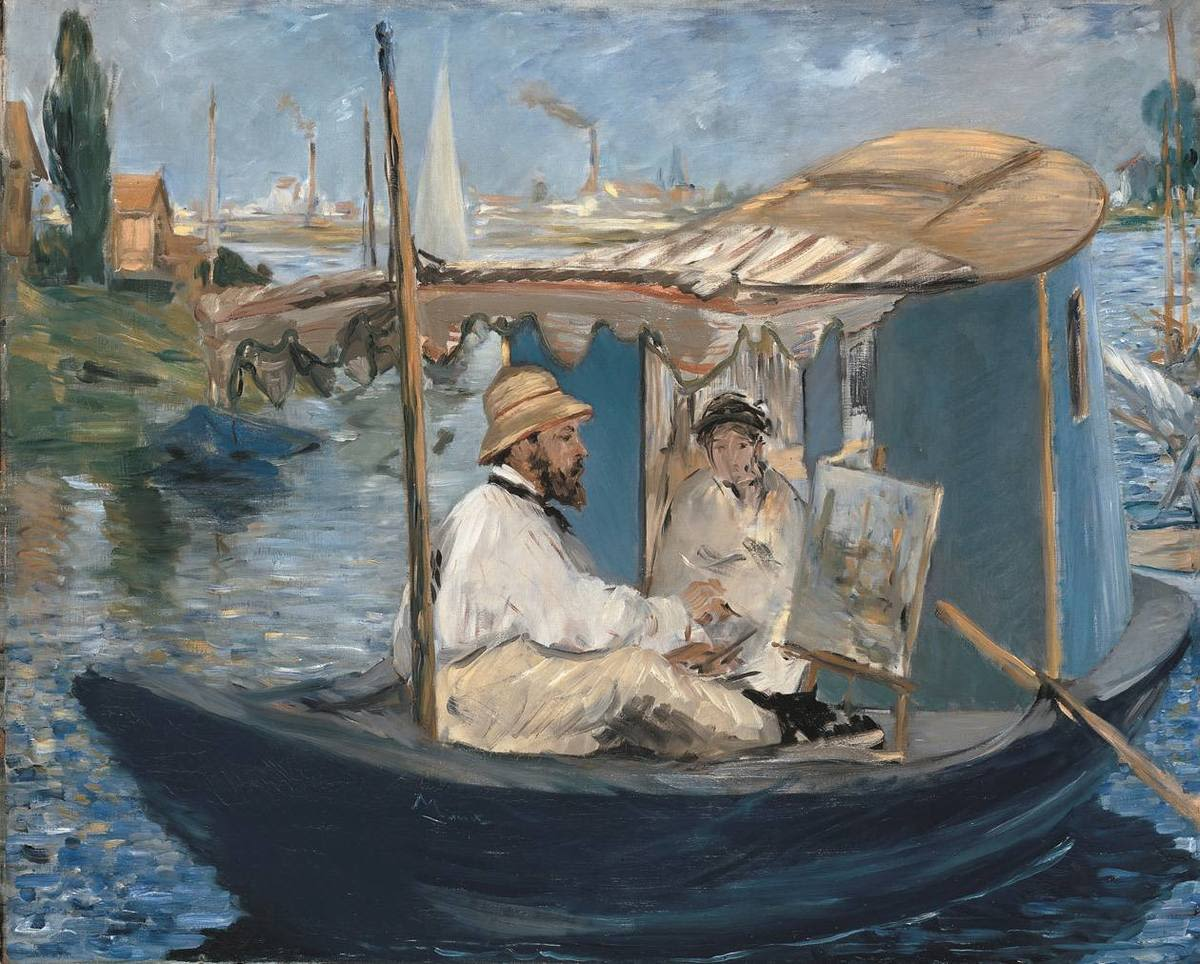
Édouard Manet, Monet peignant sur son bateau-atelier, 1874, Neue Pinakothek, Munich.

Les historiens de l'art pensent que le tableau a été inspiré par Déjeuner sur le bateau de Charles François Daubigny en raison de leur contenu et de leurs compositions similaires. La peinture de Monet est également fréquemment opposé au tableau d'Édouard Manet, Claude Monet peignant dans son atelier de 1874. L'œuvre de Manet offre une vue plus rapprochée du bateau et donne plus d'indications sur l'activité humaine environnante, intégrant les éléments naturels et industriels d'Argenteuil.
En raison de l'éloignement de Monet des scènes industrielles à cette époque de sa carrière, ses œuvres de cette époque sont comparées à l'école de Barbizon, qui se concentre également sur des vues pittoresques de la nature.
Cette œuvre a également été comparée à certaines œuvres ultérieures de Monet en raison de leurs similitudes de composition et de style. Plus précisément, elle a été liée à la série à succès des Matins sur la Seine  des années 1890, ces œuvres démontrant l'évolution de Monet au-delà du style impressionniste.

## Galerie

Autres versions
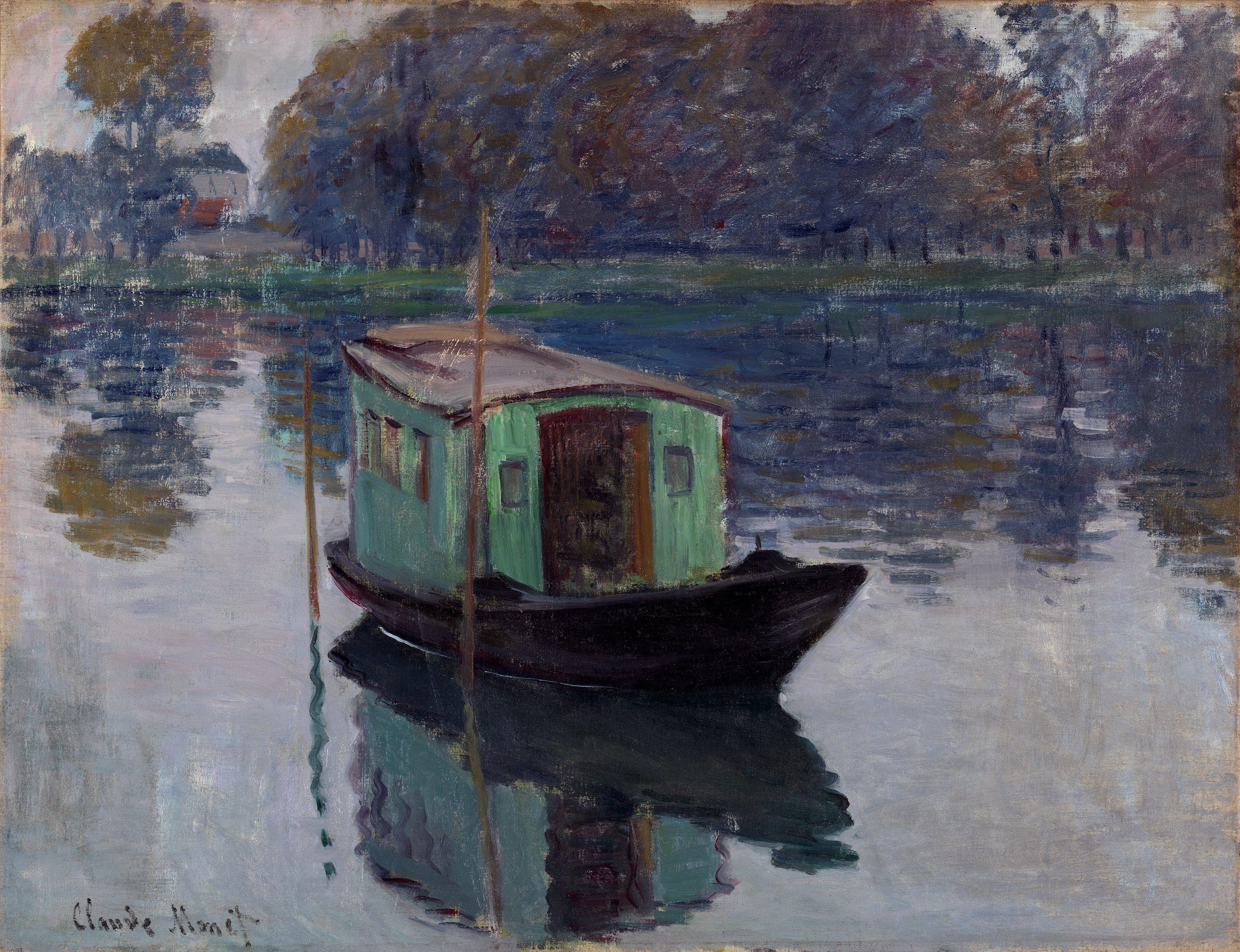
Le Bateau-atelier, 1874, musée Kröller-Müller.
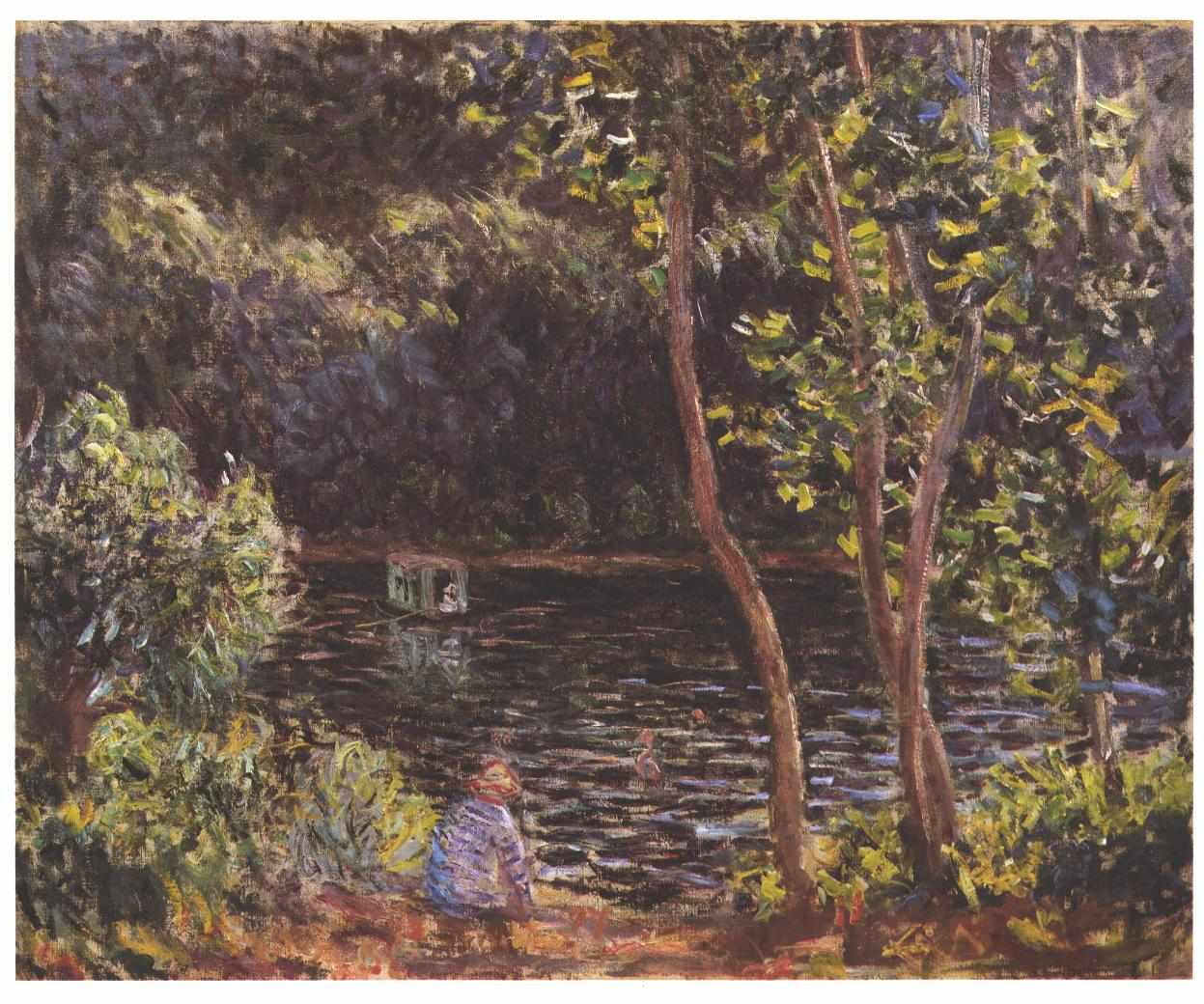
Le Bateau-atelier, 1875, collection particulière.
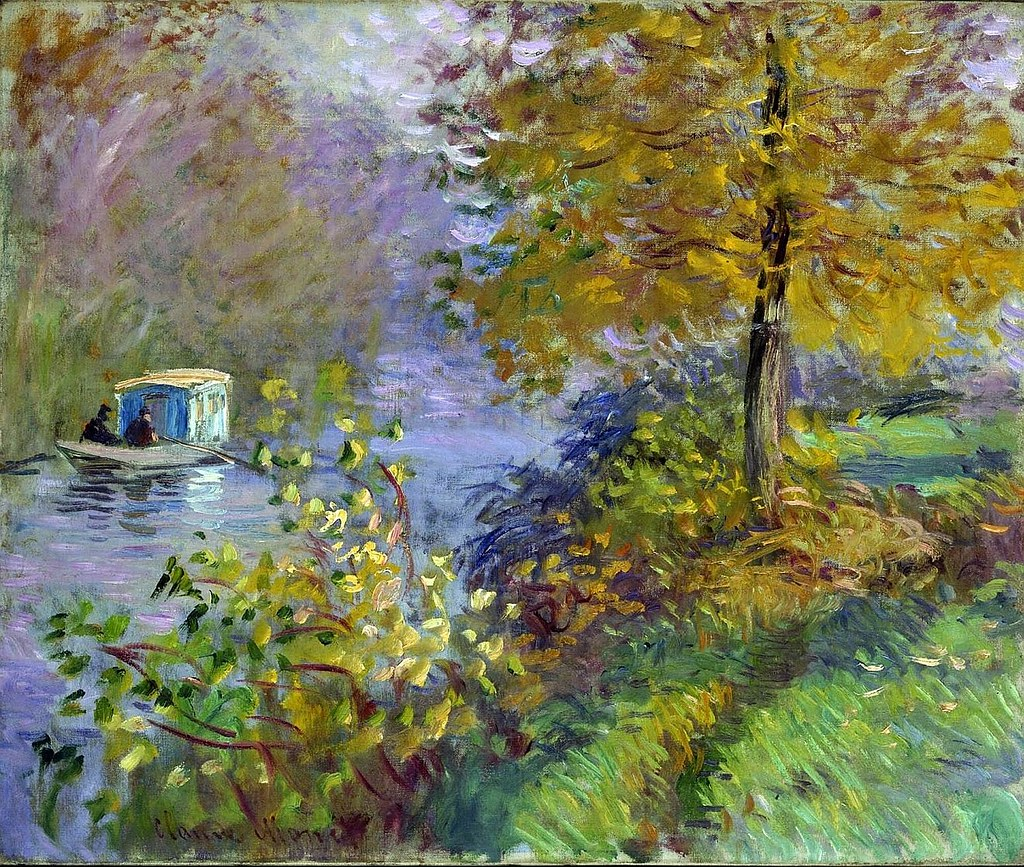
Le Bateau-atelier, 1876, musée d'Art et d'Histoire de Neuchâtel.